# Elecciones al Parlamento Europeo de 1989 (Luxemburgo)
En las elecciones al Parlamento Europeo de 1989 en Luxemburgo, celebradas en junio, se escogió a los 6 representantes de dicho país para la tercera legislatura del Parlamento Europeo.

## Resultados
| Datos de participación | Datos de participación | Datos de participación |
| ---------------------- | ---------------------- | ---------------------- |
| Censo electoral        | 218.940                | 100%                   |
| Votantes               | 191.342                | 87,4                   |
| Abstención             | 27.598                 | 12,6                   |
| A candidatura          | 993.939                |                        |

| ← Elecciones al Parlamento Europeo de 1989 →  |         |       |         |
| Partido                                       | Votos   | %     | Escaños |
| Partido Popular Social Cristiano (CSV)        | 346.621 | 34,87 | 3       |
| Partido Socialista Obrero Luxemburgués (LSAP) | 252.920 | 25,45 | 2       |
| Partido Demócrata (DP)                        | 198.254 | 19,95 | 1       |
| Gréng Lëscht Ekologesch Initiative (GLEI)     | 61.054  | 6,14  | 0       |
| Partido Comunista de Luxemburgo (KPL)         | 46.791  | 4,71  | 0       |
| Déi Gréng Alternativ (GAP)                    | 42.926  | 4,32  | 0       |
| National Bewegong (NB)                        | 28.867  | 2,90  | 0       |
| Gréng Alternativ Allianz (GRAL)               | 8.577   | 0,86  | 0       |
| Partido Socialista Revolucionario (RSP)       | 6.053   | 0,61  | 0       |
| Firwat.nët (FN)                               | 1.876   | 0,19  | 0       |